# Pseudopanurgus setiger
Pseudopanurgus setiger är en biart som först beskrevs av Timberlake 1977.  Pseudopanurgus setiger ingår i släktet Pseudopanurgus och familjen grävbin. Inga underarter finns listade i Catalogue of Life.